# SK Rapid Wien
SK Rapid Wien är en fotbollsklubb i Wien i Österrike, grundad 1899.
Rapid Wien har blivit österrikiska mästare 32 gånger och är därmed rekordmästare i Österrike.

## Historia
Rapid Wien grundades som Erster Wiener Arbeiter-Fußball-Club, men bytte snart namn till SK Rapid Wien. Förebilden till namnet fanns i Rapide Berlin. Från början var klubbens färger rött och blått men man ändrade senare till grönt och vitt. De gamla klubbfärgerna har sedan återkommit på klubbens reservställ. 1912 blev Rapid mästare för första gången och klubben har sedan dess kontinuerligt tagit titlar med ett undantag för 1970-talet då klubben inte vann mästerskapet någon gång.

### Framgångar i Tyskland

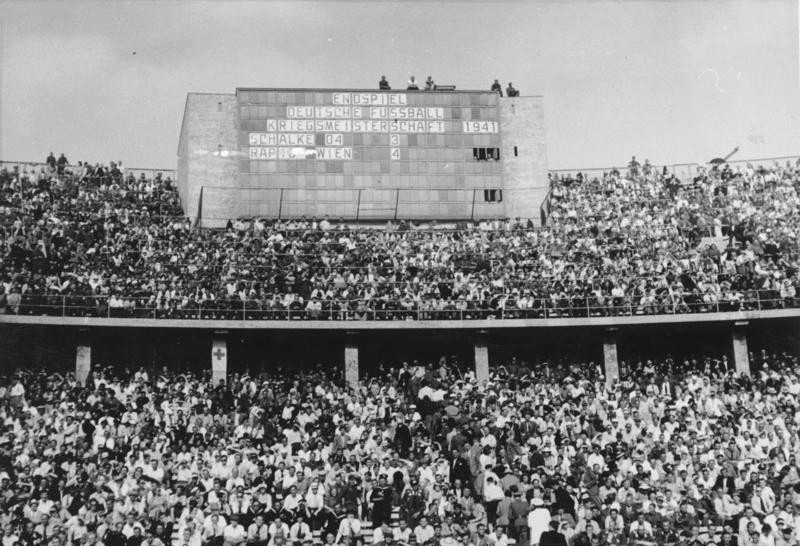
Bild från tyska Bundesligafinalen 1941, med Rapid Wien som segrare.

När Österrike blev en del av Tyskland efter Anschluss 1938 förändrades även förutsättningar inom fotbollen. Österrike blev formellt Ostmark, och klubbfotbollen blev en del av den tyska klubbfotbollen. Mästarna i Österrike deltog i det tyska mästerskapet samt cupen. Detta förde med sig att Rapid Wien har såväl en tysk mästar- (säsongen 1940/1941) och cuptitel på meritlistan.

### Österrikiska rekordmästare
Efter kriget byggdes Rapid Wien upp på nytt och fick fram nya landslagsspelare som Gerhard Hanappi och Ernst Happel. De båda var med och tog brons för Österrike vid VM i Schweiz 1954.

### Rapid i Europacuperna
1985 nådde Rapid Wien finalen i Cupvinnarcupen, men förlorade mot engelska Everton. 1996 var man återigen i final, men förlorade igen.
Rapid Wien deltog i Uefa Champions Leagues gruppspel 2005/06, och det var första gången på länge som en österrikisk klubb deltog i turneringen (Sturm Graz var den senaste dessförinnan). Rapid Wien kunde inte utmana storklubbarna Bayern München och Juventus och förlorade även mot Club Brugge. Man slutade därför sist med noll inspelade poäng.

## Placering senaste säsonger
| Säsong    | Nivå | Liga       | Placering | Referens |
| --------- | ---- | ---------- | --------- | -------- |
| 2011/2012 | 1    | Bundesliga | 2         | [ 2 ]    |
| 2012/2013 | 1    | Bundesliga | 3         | [ 3 ]    |
| 2013/2014 | 1    | Bundesliga | 2         | [ 4 ]    |
| 2014/2015 | 1    | Bundesliga | 2         | [ 5 ]    |
| 2015/2016 | 1    | Bundesliga | 2         | [ 6 ]    |
| 2016/2017 | 1    | Bundesliga | 5         | [ 7 ]    |
| 2017/2018 | 1    | Bundesliga | 3         | [ 8 ]    |
| 2018/2019 | 1    | Bundesliga | 7         | [ 9 ]    |
| 2019/2020 | 1    | Bundesliga | 2         | [ 10 ]   |
| 2020/2021 | 1    | Bundesliga | 2         | [ 11 ]   |
| 2021/2022 | 1    | Bundesliga | 5         | [ 12 ]   |
| 2022/2023 | 1    | Bundesliga | 4         | [ 13 ]   |
| 2023/2024 | 1    | Bundesliga | 4         | [ 14 ]   |
| 2024/2025 | 1    | Bundesliga |           | [ 15 ]   |

## Kända spelare
- Gerhard Hanappi
- Hans Krankl
- Franz Binder
- Carsten Jancker
- Andreas Herzog
- Ernst Happel
- Michael Konsel
- Andreas Ivanschitz
- Antonin Panenka
- Max Merkel

## Tränare
- Dionys Schönecker 1910–1925
- Stanley Willmott 1925–1926
- Edi Bauer 1926–1936
- Leopold Nitsch 1936–1945
- Hans Pesser 1945–1953
- Josef Uridil 1953–1954
- Viktor Hierländer 1954–1955
- Alois Beranek 1955–1956
- Franz Wagner 1956
- Max Merkel 1956–1958
- Rudolf Kumhofer 1958–1959
- Robert Körner 1959–1966
- Rudolf Vytlacil 1966–1968
- Karl Decker 1968–1970
- Karl Rappan 1969–1970
- Gerd Springer 1970–1972
- Robert Körner 1972
- Ernst Hlozek 1972–1975
- Josef Pecanka 1975
- Franz Binder/R. Körner 1975–1976
- Anton Brzezanczyk 1976–1977
- Robert Körner 1977–1978
- Karl Schlechta 1978–1979
- Walter Skocik 1979–1982
- Otto Barić 1982–1985
- Vlatko Marković 1985–1986
- Otto Barić 1986–1989
- Hans Krankl 1989–1992
- August Starek 1992–1993
- Hubert Baumgartner 1993–1994
- Ernst Dokupil 1994–1998
- Heribert Weber 1998–2000
- Ernst Dokupil 2000–2001
- Peter Persidis 2001
- Lothar Matthäus 2001–2002
- Josef Hickersberger 2002–2005
- Georg Zellhofer 2006
- Peter Pacult 2006–2011
- Zoran Barišić 2011
- Peter Schöttel 2011–2013
- Zoran Barišić 2013–2016
- Mike Büskens 2016
- Damir Canadi 2016–2017
- Goran Djuričin 2017–2018
- Dietmar Kühbauer 2018–2021
- Thomas Hickersberger/Steffen Hofmann 2021
- Ferdinand Feldhofer 2021–2022
- Zoran Barišić 2022–2023
- Robert Klauß 2023–